# 波普号护航驱逐舰
波普号护航驱逐舰（英語：USS Pope，舷号：DE-134），是美国海军于第二次世界大战期间建造的一艘埃德索尔级护航驱逐舰，其舰名取自南北战争期间的约翰·波普及于1942年3月1日被日军飞机击沉的波普号驱逐舰。
波普号由雷·W·法本斯（Rae W. Fabens）女士冠名，于1942年7月14日在德克萨斯州奥兰治联合钢铁厂铺设龙骨，随后于次年1月12日下水。1943年6月25日，波普号正式服役，交由弗雷德里克·谢尔曼·霍尔（Frederick Sherman Hall）中校指挥。

## 设计与装备
埃德索尔级护航驱逐舰的设计与巴克利级护航驱逐舰类似，均采用长船体并建有较高的舰桥。该级护航驱逐舰配备3英寸（76毫米）50倍径单装主炮，后续曾计划更换为5英寸（127毫米）38倍径主炮，但最终没有实际执行。该级护航驱逐舰由4台费尔班克斯-莫尔斯38D8-1/8-10内燃机提供动力，总功率最高可达6000匹马力，最高航速21节。其燃料舱可携带312吨重油，在12节航速下航程可达11000海里。此外，该级舰船还配备有较完善的侦查搜索系统，包括SL或SU水面雷达、SA对空雷达、QC声呐系统以及用于监听潜艇无线电的HF/DF天线。

## 服役历史
在百慕大完成试航调整后，波普号很快就加入舰队护送船团前往北非，1943年9月23日，她首次抵达卡萨布兰卡，随后她又两度护送船队前往地中海。之后她被调往第21.12特遣舰队，与瓜达尔卡纳尔号护航航空母舰及其他护航驱逐舰一起沿航线搜寻敌军潜艇。1944年4月9日，舰队在法属摩洛哥外海击沉U-515号潜艇。6月4日，波普号参加了俘获U-505号潜艇的行动，并因此与舰队内的其他船只一起获得总统单位表彰。1945年4月24日，她又协助舰队击沉了U-546号潜艇。此后，波普号一直跟随瓜达尔卡纳尔号在大西洋和加勒比海行动直至德国投降。
对德作战结束后不久，波普号与其姐妹舰皮尔斯伯里号护航驱逐舰一起前往北大西洋接受U-858号潜艇投降，随后将其护送至新泽西州开普梅。之后她被派往诺福克海军基地和梅波特海军基地为所罗门号护航航空母舰提供飞机指引。
1946年5月17日，波普号在佛罗里达州格林科夫斯普林斯退役并加入美国海军预备舰队。1971年1月2日，波普号由美国海军除籍，1973年8月22日，该舰被出售拆解。

## 荣誉
波普号在其服役期间所获荣誉如下：
|  |                                         |  |
|  | Bronze star · Bronze star · Bronze star |  |

| 战斗行动奖章 （追授） | 总统单位表彰 |

| 美国战役奖章 | 欧洲-非洲-中东战役奖章 （3枚战斗之星） | 第二次世界大战胜利奖章 |

## 历任舰长
| 姓名       | 译名                   | 军衔 | 任职时间                     |
| ---------- | ---------------------- | ---- | ---------------------------- |
|            | 弗雷德里克·谢尔曼·霍尔 | 中校 | 1943年6月25日                |
|            | 小埃德温·哈维·黑德兰德 | 少校 | 1943年10月17日               |
|            | 里奇·詹姆斯·蒙哥马利   | 少校 | 1944年10月5日                |
|            | 小克莱德·A·肖          | 上尉 | 1945年12月15日-1946年5月17日 |
| 参考文献： |                        |      |                              |